# Gaetano Bisleti
Gaetano Bisleti (20 de março de 1856 - 30 de agosto de 1937) foi um cardeal da Igreja Católica Romana e foi o prefeito da Sagrada Congregação para a Educação Católica .

## Biografia
Gaetano Bisleti nasceu em Veroli, Itália . Foi educado no Seminário de Tivoli e na Pontifícia Academia de Nobres Eclesiásticos, onde obteve um doutorado em teologia em 1879.
Bisleti foi ordenado em 20 de setembro de 1878. Ele foi nomeado Canon e arcediago do capítulo da catedral de Veroli onde atuou até 1884. Ele foi criado Privy camareiro de numero participantium em 20 de dezembro de 1884. Ele foi criado ao nível do prelado doméstico e mestre da câmara papal em 29 de maio de 1901. Ele foi premiado com as numerosas ordens e decorações:
- Comandante da Ordem da Coroa da Prússia
- Comandante da Ordem de Fernando IV da Toscana
- Comandante da Ordem da Coroa do Sião
- Grã-Cruz da Ordem do Saxão Real de Albrecht 09.03.1906
- Cavaleiro da Cruz na Ordem da Imaculada Conceição de Vila Viçosa . 1909
- medalha Pro Ecclesia et Pontifice .

Em maio e junho de 1907, quando Bisleti era ainda um monsenhor e Maggiodomo di Sua Santita, o suíço artista americano Adolfo Müller-Ury (1862-1947), que estava em Roma pintando um grande retrato do Papa Pio X (Colégio Norte-Americano, Via dei Umilta, Roma), e tinha pintado dois retratos do cardeal Rafael Merry del Val , também completou um retrato de Bisleti, fato que foi gravado no New York Herald no domingo, 27 de dezembro de 1908.

## Cardinalizado
Ele foi criado e proclamou o cardeal-diácono de S. Agata em Suburra pelo Papa Pio X no consistório de 27 de Novembro de 1911. Ele serviu como Grão Prior da Soberana Ordem Militar de Malta de 2 de janeiro de 1914. Ele participou do conclave de 1914 que elegeu o papa Bento XV . O Papa Bento XVI nomeou-o como primeiro Prefeito da Congregação para os Seminários e Universidades em 1º de dezembro de 1915. Ele foi um cardeal eleitor no conclave de 1922 que elegeu o papa Pio XI . Como cardeal protodiácono ele anuncioua eleição de Pio XI e coroou o novo papa com a tiara papal em 12 de fevereiro de 1922. Em outubro de 1911 ele se casou com o futuro imperador da Áustria-Hungria Charles I da Áustria (da família Habsburg ) com sua esposa Zita de Bourbon -Parma . Ele era o cardeal Protodiácono, que é o mais antigo cardeal diácono de 1916 até 1928. Ele então optou pela ordem de padres cardeais e sua diaconia foi elevada vice-pro hac ao título em 17 de dezembro de 1928.
Ele morreu em 1937 em Grottaferrata .